# Perieți (gmina)
Perieți – gmina w Rumunii, w okręgu Jałomica. Obejmuje miejscowości Fundata, Misleanu, Păltinișu, Perieți i Stejaru. W 2011 roku liczyła 3568 mieszkańców. 